# Matrimoni de conveniència
|  | Aquest article tracta sobre el casament delictiu. Si cerqueu la pel·lícula de 1990, vegeu «Matrimoni de conveniència (pel·lícula)». |

Un matrimoni de conveniència és aquell casament que es produeix fonamentalment per obtenir beneficis jurídics, econòmics o socials, sense que existeixi un vincle sentimental intens entre els contraents. A vegades també rep el nom de matrimoni blanc (agafat de l'expressió francesa mariage blanc) per designar aquells en els que els cònjuges no mantenen relacions sexuals.
En moltes cultures, és habitual que els pares decideixin els matrimonis dels seus fills adults en matrimoni concertat. Un matrimoni de conveniència que sigui un matrimoni fraudulent amb la finalitat exclusiva d'eludir les normes relatives a l'entrada i la residència, o un matrimoni forçat, es consideren nuls i delictius.

## Llacuna legal

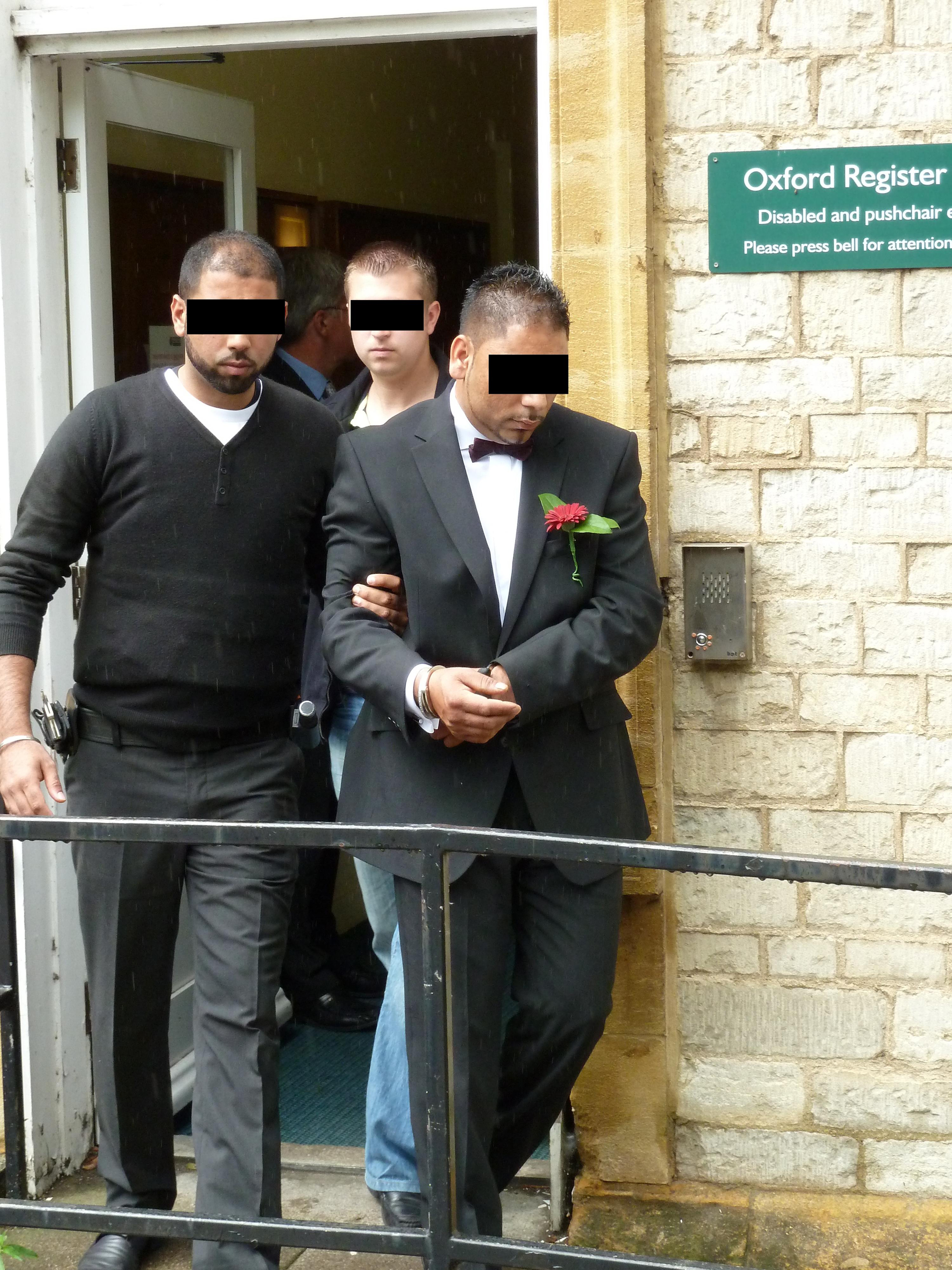
Operació d'agents de l'Agència de Fronteres del Regne Unit a l'Oficina de Registre d'Oxford el 8 de juny de 2010 per aturar un presumpte matrimoni de conveniència

Els matrimonis de conveniència sovint es contracten per explotar les llacunes legals de diversos tipus. Una parella pot casar-se perquè un d'ells obtingui la ciutadania o el dret de residència, per exemple, ja que molts països del món concediran aquests drets a qualsevol persona casada amb un ciutadà resident. A Austràlia, hi ha hagut matrimonis de conveniència per cridar l'atenció sobre les lleis del govern sobre subsidis per a la joventut. El 31 de març de 2010 dos estudiants es van casar públicament i legalment a la gespa de la Universitat d'Adelaide perquè tots dos poguessin rebre el subsidi complet per a la joventut.
Als Estats Units durant l'època de la guerra del Vietnam, algunes parelles es van casar durant el temps d'exposició de l'home al reclutament militar; la parella va acceptar no contactar, seguit d'una anul·lació al final del matrimoni (normalment un any). Els anuncis es col·locaven habitualment als diaris dels estudiants. Com que exploten les llacunes legals, els matrimonis de conveniència simulats sovint tenen conseqüències legals. Per exemple, utilitzar aquest sistema per facilitar la immigració dels EUA (USCIS) pot castigar-se amb una multa de 250.000 dòlars i cinc anys de presó.

## Exemples

### En la història
El matrimoni de Juliette Récamier, una personalitat destacada en la societat francesa de l'inici del segle xix, n'és un exemple famós: generalment es considera que Jacques Récamier s'havia casat amb Juliette perquè pogués heretar d'ell, la seva motivació era que probablement era la seva filla il·legítima.
Rosa Luxemburg es va casar amb Gustav Lübeck per tal de tenir la nacionalitat alemanya, fet que li va permetre establir-se a Berlín.
André Gide va tenir un casament fals amb la seva cosina, Madeleine Rondeaux.

### En pel·lícules
- Hi havia nou solters, pel·lícula de 1939 de Sacha Guitry ;
- La núvia que va venir del fred, pel·lícula de 1983 de Charles Nemès, protagonitzada per Thierry Lhermitte ;
- White Wedding, pel·lícula de televisió de Peter Kassovitz de 1986 ;
- Matrimoni de conveniència, pel·lícula de 1990 protagonitzada per Andie MacDowell i Gérard Depardieu;[10]
- Bobby d'Emilio Estevez, 2006 : una jove tria casar-se amb una amiga senzilla per evitar ser reclutada per a la guerra del Vietnam ;
- El silenci de Lorna, pel·lícula dels germans Dardenne del 2008 ;
- La proposta, pel·lícula de 2009 d'⁣Anne Fletcher ;
- Els convidats del meu pare, Anne Le Ny, 2010 ;
- Casa't amb el meu amic, Tarek Boudali, 2017.

### En sèries
- A la sèrie Prison Break, Michael Scofield accepta un matrimoni simulat amb una dona txeca, Nika Volek, interpretada per Holly Valance.
- L'episodi Dura, dura a l'inici de la temporada 2 d'A Wonderful Family, els personatges busquen concertar un matrimoni simulat entre un txec en situació irregular i un home que necessita amagar la seva homosexualitat.[11]
- A la sèrie Dr. House, el doctor House organitza un matrimoni fals amb una immigrant ucraïnesa, Dominika, perquè obtingui una targeta de residència permanent als Estats Units.
- A la sèrie Desperate Housewives, Susan Mayer (Teri Hatcher) recorre diverses vegades a un matrimoni simulat, la primera vegada amb Karl (Richard Burgi), el seu exmarit per beneficiar-se de la seva assegurança mèdica i la segona vegada amb el seu exnòvio, l'amic Jackson (Gale Harold), amenaçat de ser deportat al seu país d'origen, el Canadà (aquest matrimoni no tindrà lloc, ja que un dels veïns de Susan ha informat els serveis d'immigració de l'engany).
- A la sèrie That '70s Show, Fez es casa amb Laurie Forman per convertir-se en ciutadà nord-americà i quedar-se a Point Place.